# Verrua Savoia
Verrua Savoia és un comune (municipi) de la ciutat metropolitana de Torí, a la regió italiana del Piemont, situat a uns 35 quilòmetres al nord-est de Torí. A 1 de gener de 2019 la seva població era de 1.398 habitants.
Verrua Savoia limita amb els següents municipis: Brusasco, Crescentino, Odalengo Grande, Villamiroglio, Brozolo, Moncestino i Robella.